# Ohio Players
The Ohio Players foi uma banda norte-americana de funk, soul e R&B, conhecida durante a década de 1970 por hits como "Fire" e "Love Rollercoaster."
Os singles "Funky Worm", "Skin Tight", "Fire" e "Love Rollercoaster"; e os álbuns Skin Tight, Fire e Honey ganharam discos de ouro, na época concedidos aos que vendiam mais de 500 mil cópias. Posteriormente, estes singles — em particular "Funky Worm" — foram amplamente sampleados por artistas de hip hop e G-funk da costa oeste americana.
Em 17 de agosto de 2013, o de Ohio Players foram induzidos na classe inaugural do Official R&B Music Hall of Fame que ocorreu na Cleveland State University, em Cleveland, Ohio.

## História
A banda se formou em Dayton, Ohio, em 1959, como  Ohio Untouchables e inicialmente incluídos os membros do Robert Ward (vocal /guitarra), Marshall "Rock" Jones (baixo), Clarence "Satch" Satchell (saxofone /guitarra), Cornelius Johnson (bateria) , e Ralph "Pee Wee" Middlebrooks (trompete/trombone). Eles eram mais conhecidos no momento como um grupo de apoio para The Falcons.
Ward provou ser um líder pouco confiável, que por vezes, durante os shows, caminhava para fora do palco, forçando o grupo a parar de tocar. Eventualmente, o grupo prometeu continuar jogando mesmo depois que ele saiu. Ward e Jones entraram em uma briga em 1964, após isso, o grupo foi desfeito.
Ward encontrou novos trabalhos em bandas de apoio, e membros do núcleo do grupo voltaram para Dayton. Eles substituíram Ward por Leroy "Sugarfoot" Bonner (guitarra), de 21 anos, que se tornaria o homem da frente do grupo e adicionaram Gregory Webster (bateria).  Para acomodar as preferências de estilo musical da Bonner para o grupo ("R&B com um pouco de brilho ") e para evitar competir com Ward, o grupo mudou seu formato.  Em 1965, o grupo  passou a se chamar Ohio Players.
O grupo adicionou mais dois cantores, Bobby Lee Fears e Dutch Robinson, e tornou-se a banda de estúdio da Compass Records, com sede em Nova York. Em 1967, eles adicionaram a vocalista Helena Ferguson Kilpatrick, que acabava de voltar da turnê européia de  Porgy e Bess de George Gershwin.
O grupo se separou novamente em 1970. Depois de voltar a se formar com uma formação, incluindo Bonner, Satchell, Middlebrooks, Jones, Webster, o trompetista Bruce Napier, o vocalista Charles Dale Allen, o trombonista Marvin Pierce e o tecladista Walter "Junie" Morrison, o grupo teve um hit menor na gravadora Westbound de Detroit com "Pain" (1971), que atingiu o Top 40 da parada de  R&B da Billboard. James Johnson se juntou ao grupo neste momento como vocalista e saxofonista. Dale Allen compartilhou vocais cem alguns dos materiais no início da fase na Westbound , embora ele não tenha sido creditado em seus álbuns Pain e Pleasure.  Foi no Westbound Records, onde o grupo conheceu George Clinton, que admirava sua música. As duas capas de vanguarda de dois álbuns incluíam uma modelo careca usando biquíni de couro, chamada Pat "Running Bear" Evans, que mais tarde participaria de outras capas de álbuns do grupo, incluindo Climax, Ecstasy e Gold.
O primeiro grande sucesso da banda foi "Funky Worm", que alcançou o n°1 na parada de R&B da Billboard e esteve no Top 20 no Billboard Hot 100 no início de 1973. O single vendeu mais de um milhão de cópias e recebeu um disco de ouro pelo RIAA em maio daquele ano. A banda assinou com a Mercury Records em 1974. Naquela época, seu line-up mudou novamente, com o tecladista Billy Beck em vez de Morrison e Jimmy "Diamond" Williams na bateria em vez de Webster. Em lançamentos de álbuns posteriores, eles adicionaram o segundo guitarrista / vocalista Clarence "Chet" Willis e o tocador de conga Robert "Rumba" Jones. Enquanto isso, o tecladista Walter "Junie" Morrison gravou três álbuns por conta própria antes de se juntar ao Funkadelic como a força por trás do hit One Nation Under a Groove. Uma história da internet antes de um concerto de junho de 2017 indicou que Billy Beck, Jimmy "Diamond" Williams, Clarence "Chet" Willis e Robert "Rumba" Jones ainda estão se apresentando.
A banda teve sete hits no Top 40 entre 1973 e 1976. Estes incluíram "Fire" (nº 1 nas paradas R&B e pop por duas semanas e uma semana, respectivamente, em fevereiro de 1975 e outro milhão de cópias vendidas) e "Love Rollercoaster" (nº 1 em ambos as paradas por uma semana em janeiro de 1976, outro single premiado com umdisco de ouro).  O último grande sucesso do grupo foi "Who would She She Coo?" um hit de R&B número 1 em agosto de 1976. Foi o único sucesso deles no Reino Unido, onde alcançou o número 43 no UK Singles Chart em julho de 1976.
No final dos anos 70, três membros do grupo criaram o grupo Shadow, que lançou três álbuns.

## Álbuns
- 1966: Trespassin
- 1968: Observations in Time (Capitol)
- 1971: Pain (Westbound) - US Pop #177, US R&B #21
- 1972: Pleasure (Westbound) - US Pop #63, US R&B #4
- 1973: Ecstasy (Westbound) - US Pop #70, US R&B #19
- 1974: Climax (Westbound) - US Pop #102, US R&B #24
- 1974: Skin Tight (Mercury) - US Pop #11, US R&B #1
- 1974: Superpak (Capitol) - US R&B #32
- 1975: Fire (Mercury) - US Pop #1, US R&B #1
- 1975: Honey (Mercury) - US Pop #2, US R&B #1
- 1975: Rattlesnake (Westbound) - US Pop #61, US R&B #8
- 1975: Greatest Hits (Westbound) - US Pop #92, US R&B #22
- 1976: Contradiction (Mercury) - US Pop #12, US R&B #1
- 1976: Gold (Mercury) - US Pop #31, US R&B #10
- 1977: Angel (Mercury) - US Pop #41, US R&B #9
- 1977: Mr. Mean (Mercury) - US Pop #68, US R&B #11
- 1977: The Best of the Early Years, Vol. 1 (Westbound) - US R&B #58
- 1978: Jass-Ay-Lay-Dee (Mercury) - US Pop # 69, US R&B #15
- 1979: Everybody Up (Arista) - US Pop #80, US R&B #19
- 1981: Tenderness (Boardwalk) - US Pop #165, US R&B #49
- 1982: Ouch! (Boardwalk)
- 1984: Graduation (Century Vista)
- 1988: Back (Track Record) - US R&B #55

### Álbuns ao vivo
- 1997: Ol' School "On Tour" (Castle Records)

### Singles
- 1972: "Pain (Part 1)" - US Pop # 64, US R&B #35
- 1972: "Pleasure" - US R&B #45
- 1973: "Funky Worm" - US Pop #15, US R&B #1
- 1973: "Ecstacy" - US Pop #31, US R&B #12
- 1974: "Jive Turkey (Part 1)" - US Pop #47, US R&B #6
- 1974: "Skin Tight" - US Pop #13, US R&B #2
- 1975: "Fire" - US Pop #1, US R&B #1
- 1975: "I Want to Be Free" - US Pop #44 , US R&B #6
- 1975: "Sweet Sticky Thing" - US Pop #33, US R&B #1
- 1975: "Love Rollercoaster" - US Pop #1, US R&B #1
- 1976: "Fopp" - US Pop #30, US R&B #9
- 1976: "Who'd She Coo?" - US Pop #18, US R&B #1
- 1976: "Far East Mississippi" - US R&B #26
- 1977: "Feel the Beat (Everybody Disco)" - US Pop #61, US R&B #31
- 1977: "O-H-I-O" - US Pop #45, US R&B #9
- 1977: "Body Vibes" - US R&B #19
- 1978: "Funk-O-Nots" - US R&B #27
- 1978: "Good Luck Charm (Part 1)" - US R&B #51
- 1978: "Magic Trick" - US R&B #93
- 1978: "Time Slips Away" - US R&B #53
- 1981: "Skinny" - US R&B #46
- 1981: "Try a Little Tenderness" - US R&B #40

## ligações externas
- Ohio Players no Wenig-LaMonica Associates
- Ohio Players no allmusic
- Ohio Players em Wenig-LaMonica Associates
- Perfil da banda no MySpace
- Ohio Players no Soul Patrol.com